# Michael Gillan
Michael Gillan, genannt Mike Gillan, ist ein britischer theoretischer Festkörperphysiker.
Gillan studierte an der Universität Oxford mit dem Master-Abschluss 1965 und der Promotion 1968 bei dem Mathematiker William Parry (1934–2006). Als Post-Doktorand war er an der University of Minnesota bei Woods Halley. 1970 bis 1988 war er in der theoretischen Abteilung des Atomic Energy Research Establishment in Harwell. Ab 1988 war er Professor für theoretische Physik an der University of Keele und ab 1998 am University College London. Inzwischen ist er dort Professor Emeritus.
Er ist bekannt für numerische Simulationen von Festkörpern und Flüssigkeiten auf atomarer Skala. Dabei benutzt er verschiedene Methoden wie Dichtefunktionaltheorie, Quanten-Monte-Carlo-Simulation, molekulare Dynamik oder verschiedene Verfahren der Quantenchemie.
Er studierte damit unter anderem Materie unter extremen Bedingungen (zum Beispiel im tiefen Erdinnern), Absorption, Desorption und chemische Reaktionen auf Oberflächen und Nanostrukturen auf Halbleiteroberflächen.
2006 erhielt er die Dirac-Medaille des Institute of Physics.